# Seidik Abba
Seidik Abba, né en 1968 à Diffa, est un journaliste, écrivain et universitaire nigérien.

## Biographie
- 1994 : maîtrise de lettres modernes, université Abdou-Moumouni de Niamey
- 2001 : DEA de littérature comparée, université Paris-Sorbonne
- 2006 : doctorat en sciences de l'information et de la communication, université de Valenciennes[3],[4].
- 1995 - 1999 : rédacteur en chef de l'hebdomadaire Le Démocrate au Niger
- 2001 - 2013 : chef du bureau parisien de l'Agence panafricaine d'information PANAPRESS
- 2023 : rédacteur en chef de Mondafrique[4]

Il a été également rédacteur en chef central de la revue panafricaine Jeune Afrique, chroniqueur et reporter pour Le Monde Afrique et Courrier international. Par ailleurs, il collabore  régulièrement avec plusieurs médias internationaux, dont TV5 Monde, France 24, la BBC, La Voix de l’Amérique.
Il est aussi chercheur associé au groupe interdisciplinaire de recherche en histoire de l’Afrique (GIRHA) de l'université du Québec à Montréal.

## Ouvrages (sélection)
- Contribution à l'étude des freins à la publicisation du SIDA en Afrique : le cas du Niger (thèse) 2006[3]
- Seidik Abba, Le Niger face au sida: atouts et faiblesses de la stratégie nationale contre la pandémie, l'Harmattan, coll. « Sociétés africaines et diaspora », 2008 (ISBN 978-2-296-05956-6).
- Seidik Abba, La presse au Niger: état des lieux et perspectives, l'Harmattan, coll. « Sociétés africaines & diaspora », 2009 (ISBN 978-2-296-08125-3).
- Seidik Abba, Rébellion touarègue au Niger: qui a tué le rebelle Mano Dayak ?, l'Harmattan, coll. « Sociétés africaines & diaspora », 2010 (ISBN 978-2-296-11741-9).
- Seidik Abba, Niger, la junte militaire et ses dix affaires secrètes: 2010-2011, l'Harmattan, coll. « Sociétés africaines & diaspora », 2013 (ISBN 978-2-343-00366-5)
- Seidik Abba, Boubakar Ba et Mahaman Bazanfaré, Entretiens avec Boubakar Ba: un Nigérien au destin exceptionnel, l'Harmattan, 2019 (ISBN 978-2-343-16939-2).
- Politique étrangère, CAIRN (lire en ligne)
- Pour comprendre Boko Haram, L'Harmattan, 2021
- Seidik Abba, Mali-Sahel: notre Afghanistan à nous ?, Impacts éditions, 2022 (ISBN 978-2-491609-10-8).
- Seidik Abba, Crise interne au Conseil militaire suprême du Niger: histoire secrète de la rupture Seyni Kountché-Boulama Manga, l'Harmattan, coll. « Afriques en mutations », 2024 (ISBN 978-2-336-44338-6).
- Lutte contre le djihadisme dans l'Alliance des États du Sahel : contributions et contraintes du Niger, L'Harmattan, 2024

## Distinctions
En 2022, il reçoit à Bruxelles des mains de Thierry Hot, président du Rebranding Africa Forum, le prix « Media Leadership Rebranding Africa Award », pour « sa carrière de journalisme et son inestimable contribution à la compréhension de la crise sécuritaire dans le Sahel »,.